# Poésie mauricienne
Cet article liste des poètes mauriciens.

## Liste de poètes notables

### XIXesiècle–XXesiècle
- Jean Érenne : de son vrai nom Jean-René Noyau, il se démarque des poètes de sa génération par le ton résolument « moderne » de ses vers. L'Ange aux pieds d'airain (1934) est considéré comme son œuvre maîtresse.
- Jean Fanchette : il compte parmi les grandes voix mauriciennes de la fin du siècle dernier. L'Île équinoxe, publié en 1993, un an après sa mort, rassemble des extraits de ses différents recueils.
- Jean-Claude d'Avoine : injustement ignoré de son vivant, Jean-Claude d'Avoine est aujourd’hui considéré comme un des plus brillants représentants de la poésie mauricienne. De son chef-d'œuvre, La Cité fondamentale, ne sont connus que les extraits publiés dans la revue L'Étoile et la Clef.
- Léoville L'Homme : l'œuvre de Léoville L'Homme est particulièrement représentative de la poésie mauricienne de la fin du XIXe siècle. Parmi ses ouvrages les plus connus : Pages en vers (1881), Poèmes païens et bibliques (1887), Poèmes épars (1921) et Poésies et poèmes (1926).
- Malcolm de Chazal[1] : il est l’auteur d’une œuvre poétique riche et originale. Sens plastique (1948), Petrusmok (1951), Sens unique (1974) sont, aujourd’hui encore, régulièrement disséqués et commentés.
- Pierre Renaud : il s'est fait connaître par ses chroniques publiées dans le quotidien L'Express. Son seul et unique recueil, Les Balises de la nuit (1974), constitue un jalon incontournable de la poésie mauricienne.
- Raymond Chasle : la poésie de Raymond Chasle se caractérise par une grande audace formelle. Le Rite et l’Extase (1976), publié en Belgique par Jean-Claude d’Avoine, marque l’aboutissement de son parcours poétique.
- Robert Edward Hart[2] : poète emblématique de la première moitié du XXe siècle, Robert Edward Hart a légué à la postérité de nombreux recueils, dont Les Voix intimes (1922), L'Ombre étoilée (1924) et Mer indienne (1926) entre autres. Ses écrits, tantôt intimistes tantôt mystiques, ont fortement imprégné les futures générations.

### Années 2000
- Vinod Rughoonundun (1955-)[3] : il a publié trois textes poétiques : Mémoire d’étoile de mer, La Saison des mots et Chair de toi. Il vit à Paris depuis 1994.
- Khal Torabully : né en 1956, Khal Torabully compte parmi les poètes les plus prolifiques de l’océan Indien. Il a publié, entre autres, Cale d’étoiles (mention, prix Jean Fanchette, 1992), L’Ombre rouge des gazelles (prix Missives, 1998) et Chair corail, Fragments coolies (prix du salon du livre insulaire d’Ouessant, 2000[4]). Réalisant de nombreuses interventions à Maurice et à l'étranger, notamment avec l'Unesco pour promouvoir le dialogue des cultures, ce poète brasse les humanités de son île dans sa poétique de la coolitude, à l'étude dans diverses universités. Son dernier recueil, Carnet d'un impossible retour au pays natal, est un plaidoyer pour les chagossiens.
- Ananda Devi (1957-)[5] : romancière unanimement reconnue, Ananda Devi passe également pour une poétesse de talent. Le Long Désir, publié en 2003 aux éditions Gallimard, se situe au carrefour de la prose et de la poésie.
- Michel Ducasse (1962-)[6] : secrétaire de rédaction à l’hebdomadaire Week-End Scope, Michel Ducasse fait son entrée en poésie avec le recueil Alphabet (sélection, prix Radio France du Livre de l’océan Indien, 2002). Deux autres livres suivront : Mélangés et Soirs d’enfance, qui connaîtront un vif succès en librairie.
- Dinesh Bachoo, poète mauricien né le 22  octobre 1967. Auteur de “Refle Mo Lam”  (poésie cf. Édition de la Tour) paru en 2020 et de " Mon Ba Pris en Selfie" cf. Amazon . Édité chez  Mons Joseph Ouaknine en 2025.
- Sylvestre Le Bon (1969-)[7] : il est le plus jeune lauréat du défunt prix Pierre Renaud. Il a fait paraître  son premier recueil de poésie, Ballades d’ici et d’ailleurs, en 2004 et collabore régulièrement à la revue Point barre, éditée par Cygnature Publications et le Centre Charles Baudelaire.
- Anil Rajendra Gopal : né le 21 avril 1970. Poezi Larkansyel (1999), son premier recueil est un franc succès. Il s`impose avec deux autres recueils - Poezi Lamour (2000) et Enn lesyel de Soley (2004).
- Yusuf Kadel (1970-)[8], auteur de plusieurs ouvrages, dont Un septembre noir (prix Jean Fanchette, 1994), Surenchairs (sélection, prix Radio France du Livre de l’océan Indien, 2001) et Soluble dans l’œil, sorti en janvier 2010 aux Éditions Acoria, Paris. Il contribue régulièrement à diverses revues littéraires en France, au Québec et à Maurice.
- Stefan Hart de Keating : né en 1971 à l'île Maurice, Stefan Hart est l'auteur du recueil de poésie Pages d'une vie et l'éditeur de Pérennité, anthologie inédite d'œuvres de son arrière-grand-cousin Robert Edward Hart. Stef H2k est aussi le pionnier du slam à Maurice et dans d'autres îles de l'océan Indien.
- Umar Timol (1970-)[9] : né en 1970, Umar Timol a publié plusieurs recueils, dont La Parole testament suivi de Chimie (mention, prix Grand Océan, 1998) et Sang. Il a participé, avec Yusuf Kadel, Gillian Geneviève et Alex Jacquin-Ng, à la création de la revue de poésie Point barre.
- Alex Jacquin-Ng (1980 ?) : il s’est signalé grâce à une mention au prix Jean Fanchette 2003 pour son recueil La Geste du méchant héros. Sa poésie se distingue par un esprit féroce et une audace certaine.